# Riccardo Peloso
Riccardo Peloso (Trani, 4 luglio 1943 – Roma, 21 febbraio 2012) è stato un critico d'arte e giornalista italiano, uno dei riferimenti con Massimo Consoli e Dario Bellezza della comunità omosessuale romana.

## Biografia
Cresciuto in Puglia, ha però vissuto a Roma sin dall'età di sedici anni, e proprio nella capitale divenne in breve tempo, sia nel campo sociale sia in quello culturale, uno dei punti di riferimento della comunità omosessuale.
Diplomato al liceo artistico, studiò alla facoltà di architettura senza laurearsi. Negli anni sessanta Peloso visse stabilmente a Roma - dove lavorava come libraio - frequentando persone di spicco del panorama culturale: instaurò dei rapporti di profonda amicizia con il poeta Dario Bellezza e il giornalista Massimo Consoli.
Nel 1971 Riccardo Peloso aprì il "Kitsch" in via Mameli, il primo "locale gay" di Roma che chiuse dopo sei-sette mesi per l'intervento della polizia («riunione sovversiva»). L'anno dopo inaugurò, in zona Fontana di Trevi, il "Superstar", il quale ebbe grande successo, e per oltre dieci anni (fino al 1985) sarebbe stato un importante punto di incontro per giovani ed artisti.
Nel 1979 organizzò con Fernanda Pivano sulla spiaggia di Castel Porziano una rassegna di poesia omosessuale cui parteciparono Allen Ginsberg, Gregory Corso, William Burroughs e John Giorno.
Attivo anche come giornalista (nonché come gallerista), collaborò come critico per la rivista d'arte, Dimensione.
Nel 2007 fu tra i fondatori dell'Associazione "Fondazione Luciano Massimo Consoli". Nell'elezioni comunali del 2008 è stato candidato nelle liste del partito radicale per il I e III municipio di Roma.

## Pubblicazioni
- Riccardo Peloso, Cattedrali di mare: poesie, Roma, Edizione del Giano, 1989.